# Alternative libertaire
Alternative Libertaire (Alternativa Libertaria, en español) es una antigua organización federativa anarquista, activa de 1991 a 2019, y la principal formación anarcocomunista en Francia.
De orientación plataformista y sindicalista revolucionaria, fue fundada en 1991 tras un proceso de recomposición en el que participaron, entre otros, el Collectif jeunes libertaires (Colectivo de jóvenes libertarios, en español) y la Union des travailleurs communistes libertaires (Unión de trabajadores comunistas libertarios, en español). Alternative libertaire se fusionó con la Coordination des groupes anarchistes (Coordinación de grupos anarquistas, en español) en 2019 para formar la Unión Comunista Libertaria (Union communiste libertaire, en francés). 
Alternative Libertaire se identifica con varias tendencias dentro de las corrientes del socialismo libertario principalmente el anarcocomunismo y el anarcosindicalismo. Publica una revista mensual, participa activamente en una variedad de movimientos sociales, y es uno de los miembros de Solidaridad Internacional Libertaria.
En 2003, al calor de las movilizaciones contra la cumbre del G8 en Évian, diferentes organizaciones del movimiento libertario Alternative Libertaire (AL), Federación anarquista (FA), No Pasaran, Coordination des groupes anarchistes (CGA), Organización comunista libertaria (OCL), así como CNT-Vignoles formaron una coalición, la "Convergencia de las luchas antiautoritarias y anticapitalistas " (CLAAAC).
A partir de julio de 2018, Alternative libertaire y la Coordination des groupes anarchistes iniciaron un proceso de unificación. En un congreso conjunto, ambas organizaciones se fusionaron el 10 de junio de 2019 para crear la Unión Comunista Libertaria.

## Ideología

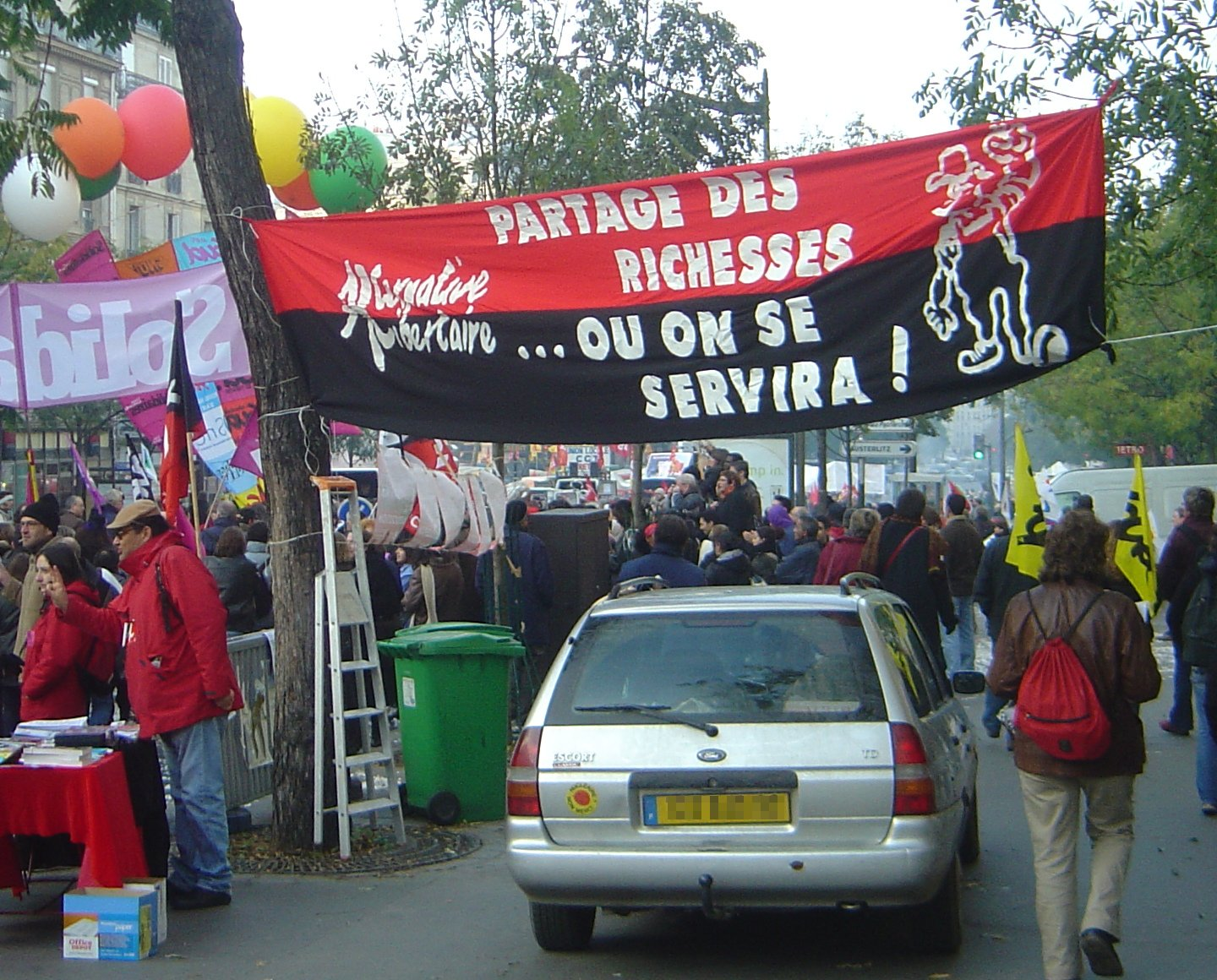
Una concentración de AL.

Alternative Libertaire se define como una organización comunista libertaria fundamentada en «la acción directa de las clases sociales y de los grupos dominados, con una finalidad anticapitalista, revolucionaria y autogestionaria».
Cita como referentes ideológicos a:
- Bakunin y sus partidarios en la Primera Internacional;
- los sindicalistas revolucionarios de la Confederación General del Trabajo en Francia antes de 1914;
- la majnovshchina y la Plataforma organizacional de los anarquistas rusos en exilio;
- el anarcosindicalismo español, la experiencia de la revolución social de 1936 y en particular la acción de la Agrupación de los Amigos de Durruti;
- la Federación Comunista Libertaria francesa (FCL) y el Manifiesto Comunista Libertario de Georges Fontenis en 1954;
- la Unión de los Trabajadores Comunistas Libertarios en Francia (UTCL), las obras de Daniel Guérin, y el Proyecto Comunista Libertario de 1986.